# Flying Hamster
Flying Hamster est un jeu vidéo d'action de type shoot 'em up à défilement horizontal, développé par le studio français The Game Atelier. Le jeu est disponible en téléchargement sur PlayStation 3, PlayStation Portable et iOS. Une version pour Windows et Mac OS était également en développement, mais elle a été annulée.
Il s'agit d'un jeu dans le style « cute 'em up », mêlant le shoot 'em up traditionnel avec des graphismes mignons et humoristiques, très influencés par les jeux japonais.

## Système de jeu
Flying Hamster est un shoot 'em up à défilement horizontal aux mécaniques de jeu classiques pour ce genre. Aussi, l'écran défile latéralement et les ennemis rentrent ou sortent de ce dernier tout en tirant des projectiles que le joueur doit esquiver. Celui-ci contrôle Newton, le personnage hamster principal, et peut éliminer les ennemis en crachant des projectiles, soit au coup par coup, soit en chargeant son tir (comme dans un R-Type) afin de progresser dans la partie. Le joueur peut occasionnellement ramasser un power-up qui lui confère une arme spéciale pour une courte durée. Il dispose d'une limite de vie qui une fois épuisée, signifie la fin de la partie, ce qui l'oblige à recommencer depuis le début du jeu. Le jeu est constitué de six niveaux aux environnements variés. À la fin de chacun d'entre eux, le joueur affronte un boss,,,.
En tant que jeu mobile, Flying Hamster offre au joueur quatre schémas de contrôle différents, dont celui par défaut qui implique de maintenir un doigt sur l'écran tactile pour se déplacer, avec un tir automatique,.

## Réception
- Pocket Gamer : [2]